# Verutum
Verutum (en plural, veruti) es el término latino que utilizaban en la Antigua Roma para hacer referencia a una jabalina corta utilizada por el ejército romano. El verutum era utilizado por los vélites para labores de hostigamiento, en lugar del pilum más pesado que usaban los hastati y los príncipes para hacer daño al enemigo antes de enfrentarse en combate cuerpo a cuerpo.
Esta arma fue adoptada de los samnitas y de los volscos. La longitud del verutum era de unos 1,1 metros de largo, mucho más corto que los 2 metros del pilum. Su punta medía alrededor de 13 centímetros de largo, y podía ser completamente de hierro o simplemente estar revestida de metal.
Durante los siglos III y II a. C., la infantería ligera romana conocida como velites solía acarrear siete veruta por persona al combate. Resultaron ser armas bastante efectivas, incluso contra los elefantes de guerra, como quedó demostrado en la batalla de Zama. A finales del siglo II a. C. el verutum dejó de utilizarse a la vez que desaparecieron los velites como unidad militar, si bien la jabalina volvió a introducirse en el arsenal militar romano en las últimas etapas del Imperio.